# Отчёт Лейхтера
Отчёт Лейхтера (англ.  The Leuchter report) или «Отчёт о газовых камерах» — псевдонаучный доклад американского техника Фреда Лейхтера об исследовании газовых камер в нацистских концлагерях Освенцим и Майданек, опубликованный в 1988 году в Канаде.
Согласно выводам Лейхтера, эти объекты не были предназначены для уничтожения людей. Отчёт Лейхтера был поддержан некоторыми отрицателями Холокоста и раскритикован специалистами.

## Поездка Лейхтера в Польшу
В 1988 году Эрнста Цюнделя судили в Канаде по обвинению разжигании межнациональной розни в связи с его деятельностью по отрицанию Холокоста. Цюндель пригласил Лейхтера на суд в качестве эксперта защиты, предварительно поручив ему провести обследование газовых камер в нацистских концлагерях. В феврале 1988 года Лейхтер поехал в Польшу вместе с женой Каролиной, видеооператором Юргеном Нейманом, чертёжником Говардом Миллером и переводчиком с польского Тюдаром Рудольфом. Они провели 3 дня в Освенциме-Биркенау и 1 день в Майданеке, где тайно собрали фрагменты кирпичей и цементного раствора для химического анализа. Поeздку оплатил Цюндель, её стоимость составила 35 тысяч долларов.

## Квалификация Лейхтера
Фред Лейхтер занимался конструированием и установкой аппаратов для приведения в исполнение смертных приговоров в США. Изначально Лейхтер называл себя инженером и специалистом по газовым камерам, однако впоследствии выяснилось, что он лгал о наличии у него специального образования. Лейхтер признался в интервью Washington Post, что инженером никогда не был. Его квалификация как специалиста по работе газовых камер не нашла подтверждения в ходе судебного расследования. Суд отклонил показания Лейхтера.

## Содержание доклада
Следы газа Циклон Б в обследованных помещениях Освенцима Лейхтер охарактеризовал как слабые и интерпретировал как признаки дезинфекционных помещений. Лейхтер утверждает: газовых камер для уничтожения людей не было ни в одном из трёх лагерей. По его мнению, газовые камеры там существовали, но они были дезинфекционными и служили для уничтожения паразитов. В заключении он выразил сомнение («не было камер для казни»), что в нацистских концентрационных лагерях газовые камеры использовались для убийства людей.
Аргументация в докладе Лейхтера строится на трёх основных пунктах:
1. Исследованные помещения в силу инженерных характеристик не могли быть использованы для накопления ядовитых веществ — двери и окна не имеют надлежащей изоляции, отсутствует вентиляция.
2. В крематориях лагерей просто технически невозможно было уничтожить количество жертв, указанное в исторической литературе.
3. Во взятых пробах оказалось очень малое количество ядовитых веществ.

## Отзывы
По мнению ревизионистов — мароккано-шведского писателя Ахмеда Рами и бывшего профессора немецкого языка Рассела Грэната, исследования по заданию ревизионистов в 1988 г. Фреда Лейхтера и его команды было первым судебным и техническим исследованиями Освенцима и других расположенных в Польше «лагерей смерти» или «лагерей уничтожения» после их освобождения. Лейхтера поддержали известные отрицатели Робер Фориссон и Дэвид Ирвинг.
По мнению ревизиониста-химика Гермара Рудольфа, «Отчёт Лейхтера» вызвал больше вопросов, чем дал ответов. Он утверждает, что другие учёные указывали на возможность того, что цианид мог быть уничтожен непогодой, но «Отчёт Лейхтера» не рассмотрел чётким образом то, каким было состояние предполагаемых газовых камер, насколько устойчивыми были следы цианида — точнее, цианистых соединений, — или то, или могли они вообще образовываться при газации людей. Лейхтера раскритиковал ещё один химик-ревизионист Роберт Френц в публикации Liberty Bell.
На судебном процессе Ирвинг против Липштадт эксперт по вопросам архитектуры, исследовавший конструкцию газовых камер, Роберт Ян ван Пелт назвал отчёт Лейхтера «научным мусором». Французский химик и фармацевт Жан-Клод Прессак указал на умолчание Лейхтера: для дезинфекции необходима концентрация газа в десятки раз выше, чем для убийства человека. Поэтому более высокая концентрация цианида в помещениях для дезинфекции, чем в газовых камерах, вполне объяснима и никак не подтверждает тезис об отсутствии убийств. Прессак сказал, что отчёт Лейхтера следует отправить в «выгребную яму претенциозной человеческой глупости».
По заключению судебных химиков, исследования Лейхтера проведены с рядом методологических ошибок, которые привели к неправильным выводам. В 1994 году краковский Институт судебной экспертизы опубликовал подробное исследование цианидов, присутствующих в газовых камерах Аушвиц и Биркенау. Исследование «подтвердило наличие производных цианида в различных руинах газовых камер». Как пишет учёный-химик Ричард Грин, «химические пункты „Доклада Лейхтера“ были полностью опровергнуты».
Остальные выводы Лейхтера также были опровергнуты. Помещения газовых камер частично были взорваны нацистами и позже реконструированы, расчеты о пропускной способности газовых камер были занижены Лейхтером в 10-15 раз, Лейхтер отверг возможность сжигания тел на кострах на основании абсурдного аргумента — собственного неудачного опыта сжигания мертвого голубя. При этом он проигнорировал множество вполне достоверных свидетельств о таком сжигании тел.

## Публикации
Отчёт Лейхтера был опубликован в 1988 году в Канаде издательством Эрнста Цюнделя Samisdat Publishers под названием The Leuchter report : the end of a myth, an engineering report on the alleged execution gas chambers at Auschwitz, Birkenau and Majdanek, Poland. В 1989 году его публиковала также фирма Ирвинга Focal Point Publicatipn.